# 小叶假糙苏
小叶假糙苏（学名：Paraphlomis javanica var. coronata）为唇形科假糙苏属下的一个变种。

## 扩展阅读
- 維基物種上的相關：小叶假糙苏